# Teilstrich

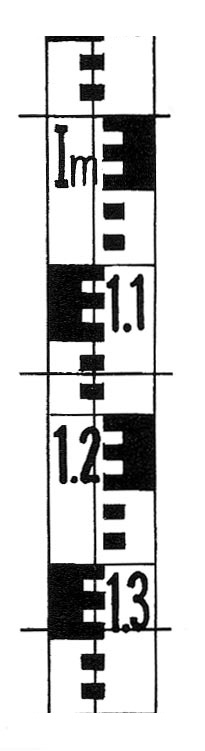
cm-Teilung einer Nivellierlatte (E-Latte)

Als Teilstrich wird in der Messtechnik und Geodäsie die genaue Unterteilung von Maßstäben, Teilkreisen und anderen Messmitteln in Form regelmäßiger, kurzer Striche oder geometrischer Muster bezeichnet. Bei linearen Messmitteln sind die Teilstriche parallel angeordnet, bei Teilkreisen radial.

Strichteilung eines Nonius. Ablesung (rot) = 3+0,58 = 3,58 mm

Da die Messgenauigkeit wesentlich von dieser Skalenteilung abhängt, wird sie durch spezielle, sehr präzise kalibrierte Werkzeugmaschinen vorgenommen. Es sind dies 
- Längenteilmaschinen für präzise Lineale, Messdreiecke, Thermometer usw., aber auch für Nivellier- und Messlatten, bzw.
- Kreisteilungsmaschinen für Winkelmesser, für Teilkreise von Theodoliten, von astronomischen Fernrohr-Montierungen usw.

Bei Glasmaßstäben oder den Teilkreisen geodätischer Messinstrumente haben sich seit etwa 1950 geätzte oder fotomechanisch hergestellte Skalen durchgesetzt. Bei der digitalen Instrumentengeneration erfolgt die Ablesung opto-elektronisch mittels Phasengitter oder Moire-Muster. Außerdem enthalten die Messmittel auch Referenzmarken für Inkrementalgeber.
Bei Prismenmaßstäben, Winkelmessern und anderen gebräuchlichen Konstruktionshilfen ist die Teilung auf etwa 0,03 mm genau, bei optischen Mikrometern auf einige 0,001 mm (einige µm). Bei Theodoliten oder astronomischen Meridiankreisen sind Teilungsgenauigkeiten von mindestens 1" (Winkelsekunde) erforderlich.
Siehe auch: Ablesung, Mustererkennung